# Coeloides sordidator
Coeloides sordidator är en stekelart som först beskrevs av Julius Theodor Christian Ratzeburg 1844.  Coeloides sordidator ingår i släktet Coeloides och familjen bracksteklar. Arten är reproducerande i Sverige. Inga underarter finns listade i Catalogue of Life.